# سه‌گانه ورزشکار زن
نارسایی نسبی انرژی در ورزش (به انگلیسی: Relative energy deficiency in sport)
یا سه‌گانه ورزشکار زن (female athlete triad syndrome) نیز شناخته می‌شود بیماری است که شامل سه عامل خورد و خوراک بیمارگونه، آمنوره ورزشی و پوکی استخوان است. معمولاً این بیماری به دلیل تلاش بیش از حد ورزشکار برای کاهش چربی و تمرین بیش از حد رخ می‌دهد. این بیماری خطرناک بوده و دارای تبعات طولانی مدت و حتی خطر مرگ است.
RED-S نام گسترده‌تر و جامع‌تری برای چیزی است که در گذشته به عنوان سه‌گانه ورزشکار زن (یا به سادگی سه‌گانه) شناخته می‌شد، که وضعیتی بود که در زنان شرکت‌کننده در ورزش‌هایی دیده می‌شد که بر لاغری یا وزن کم بدن تأکید می‌کردند. از آنجایی که اجزای غیرمرتبط با قاعدگی گاهی در مردان نیز دیده می‌شود، اخیراً نام به اصطلاح RED-S تغییر یافت.

## طبقه‌بندی
RED-S که در گذشته به عنوان سه‌گانه ورزشکار زن شناخته می‌شد، سندرمی از سه وضعیت مرتبط است؛ بنابراین، اگر یک ورزشکار از یک عنصر سه‌گانه رنج می‌برد، احتمالاً از دو جزء دیگر سه‌گانه نیز رنج می‌برد.
با افزایش مشارکت زنان در ورزش، بروز سه‌گانه اختلال‌های خاص زنان - سه‌گانه ورزشکار زن - نیز افزایش یافته‌است. سه‌گانه ورزشکار زن و ارتباط آن با دو و میدانی در دهه ۱۹۸۰ با افزایش شیوع در این دوره شناسایی شد و علائم، عوامل خطر، علل و درمان‌ها به‌طور عمیق مورد مطالعه قرار گرفت و ارتباط آنها ارزیابی شد. این عارضه در ورزش‌هایی که بر لاغری تأکید دارند، مانند دویدن کراس کانتری، ژیمناستیک و اسکیت بازی رایج است. بسیاری از کسانی که از سه‌گانه رنج می‌برند، به نوعی ورزش می‌کنند تا کاهش وزن و لاغری را افزایش دهند. ورزش‌های رقابتی که این لاغری بدنی را تقویت می‌کنند ممکن است سبب اختلال در غذا خوردن شود و منشأ سه‌گانه ورزشکار زن باشد.
برای برخی از زنان، این اختلال می‌تواند عواقب سلامتی زیادی داشته باشد. علاوه بر این، برای برخی از ورزشکاران زن رقابتی، مشکلاتی مانند عزت نفس پایین، گرایش به کمال‌گرایی و استرس خانواده، آنها را در معرض خطر اختلال خوردن قرار می‌دهد.

## علائم و نشانه‌ها
علائم بالینی RED-S ممکن است شامل اختلال در غذا خوردن، خستگی، ریزش مو، سردی دست‌ها و پاها، خشکی پوست، کاهش وزن قابل توجه، افزایش زمان بهبودی ناشی از زخم‌ها (مانند کبودی‌های طولانی مدت)، افزایش بروز شکستگی استخوان و قطع قاعدگی باشد. ورزشکاران مبتلا همچنین ممکن است با عزت نفس پایین و افسردگی دست و پنجه نرم کنند.
در معاینه فیزیکی، پزشک ممکن است علائم زیر را نیز مشاهده کند: افزایش کاروتن در خون، کم خونی، افت فشار خون ارتواستاتیک، بی نظمی الکترولیت، هیپواستروژنیسم، آتروفی واژن، و برادی کاردی.
یک ورزشکار ممکن است نشانه‌هایی از محدودیت غذایی را نشان دهد، اما معیارهای بالینی اختلال خوردن را برآورده نکند. همچنین ممکن است اختلال‌های ظریف قاعدگی، مانند تغییر در طول چرخه قاعدگی، عدم تخمک‌گذاری، یا نقص فاز لوتئال را نشان دهند، اما هنوز آمنوره کامل ایجاد نکرده‌اند. به همین ترتیب، تراکم استخوان یک ورزشکار ممکن است کاهش یابد، اما ممکن است هنوز به زیر محدوده طبیعی منطبق با سن او نزول نکرده باشد. این علائم را می‌توان «مخفی» در نظر گرفت، زیرا هیچ‌یک از علائم ممکن است به اندازه کافی شدید نباشد که به دنبال مراقبت‌های پزشکی باشد و باعث شود که سه‌گانه مورد توجه قرار نگیرد یا درمان نشود.

### اختلال در غذا خوردن
در دسترس بودن انرژی به عنوان انرژی دریافتی منهای انرژی مصرف‌شده تعریف می‌شود. انرژی از طریق مصرف غذا دریافت می‌شود. بدن ما انرژی را از طریق عملکرد طبیعی و همچنین از طریق ورزش مصرف می‌کند. دربارهٔ سه‌گانه ورزشکار زن، کمبود انرژی ممکن است به دلیل اختلالات خوردن باشد، اما لزوماً اینطور نیست. ورزشکاران ممکن است با انجام تمرین‌های بیشتر بدون تغییر همزمان در عادات غذایی، کمبود انرژی را تجربه کنند، یا ممکن است مصرف انرژی خود را افزایش دهند و در عین حال کمتر غذا بخورند. اختلال در غذا خوردن به دلیل دریافت کالری کم یا در دسترس بودن کم انرژی در میان این وضعیت تعریف می‌شود.
در حالی که اکثر ورزشکاران معیارهای بالینی برای تشخیص اختلال خوردن مانند بی اشتهایی عصبی یا پرخوری عصبی را ندارند، بسیاری از آنها عادات غذایی نامنظم مانند روزه داری و همچنین اجتناب از انواع خاصی از مواد غذایی را که ورزشکار فکر می‌کند «بد» هستند، نشان می‌دهند. مانند غذاهای حاوی چربی). عوامل متعددی وجود دارد که در تشویق ورزشکاران به هدف داشتن تیپ بدنی لاغرتر، مانند فرهنگ و فرد، نقش دارند. نمونه‌های شدیدتر از عادات غذایی نامنظم ممکن است شامل پرخوری باشد. پاکسازی؛ و استفاده از قرص‌های رژیمی، ملین‌ها، مدرها و تنقیه.
ورزشکار با محدود کردن رژیم غذایی خود، ممکن است مشکل کمبود انرژی خود را بدتر کند. داشتن انرژی کم در رژیم غذایی ناشی از ورزش بیش از حد و/یا محدودیت‌های غذایی، انرژی بسیار کمی را برای بدن برای انجام عملکردهای طبیعی مانند حفظ یک چرخه قاعدگی منظم یا تراکم استخوان سالم باقی می‌گذارد.

### آمنوره
آمنوره که به عنوان توقف چرخه قاعدگی زنان برای بیش از سه ماه تعریف می‌شود، دومین اختلال در سه‌گانه است. نوسان وزن ناشی از محدودیت‌های غذایی و/یا ورزش بیش از حد بر برون ده هورمون‌های گنادوتروپیک هیپوتالاموس تأثیر می‌گذارد. هورمون‌های گنادوتروپیک رشد غدد جنسی و ترشح هورمون‌های جنسی را تحریک می‌کنند. (به عنوان مثال هورمون آزادکننده گنادوتروپین، هورمون لوتنیزه‌کننده و هورمون محرک فولیکول. این هورمون‌های گنادوتروپیک در تحریک ترشح استروژن از تخمدان‌ها نقش دارند. بدون ترشح استروژن، چرخه قاعدگی مختل می‌شود. ورزش شدید و نخوردن کالری کافی می‌تواند سبب کاهش استروژن شود، هورمونی که به تنظیم چرخه قاعدگی کمک می‌کند. در نتیجه، ممکن است قاعدگی نامنظم شود یا به‌طور کلی متوقف شود.
دو نوع آمنوره وجود دارد. گفته می‌شود زنی که عادت ماهانه خود را آغاز کرده و سپس قاعدگی خود را برای نود روز یا بیشتر متوقف می‌کند، آمنوره ثانویه دارد. در مورد RED-S، اکثر موارد آمنوره ثانویه به آمنوره عملکردی هیپوتالاموس (FHA) نسبت داده می‌شود، یک مکانیسم تطبیقی برای حفظ انرژی برای بقا و فرآیندهای حیاتی به جای تولید مثل زمانی که تعادل انرژی پایین است. آمنوره اولیه با قاعدگی تأخیری (شروع قاعدگی در دوران بلوغ) مشخص می‌شود. تأخیر در قاعدگی ممکن است با تأخیر در ایجاد خصوصیات جنسی ثانویه همراه باشد.

### پوکی استخوان
پوکی استخوان توسط مؤسسه ملی بهداشت به عنوان «یک اختلال اسکلتی که با کاهش قدرت استخوان مشخص می‌شود و فرد را مستعد افزایش خطر شکستگی می‌کند» تعریف می‌شود. سطوح پایین استروژن و تغذیه نامناسب، به ویژه مصرف کم کلسیم، می‌تواند سبب پوکی استخوان، سومین جنبه از سه‌گانه شود. این وضعیت می‌تواند حرفه یک ورزشکار زن را خراب کند زیرا ممکن است سبب شکستگی استرس و آسیب‌های دیگر شود.
بیماران دارای سه ورزشکار زن به دلیل هیپوستروژنمیا یا سطوح پایین استروژن به پوکی استخوان مبتلا می‌شوند. با کمبود استروژن، استئوکلاست‌ها بیشتر عمر می‌کنند و بنابراین می‌توانند استخوان بیشتری را جذب کنند. در پاسخ به افزایش تحلیل استخوان، تشکیل استخوان افزایش می‌یابد و حالت چرخش بالا ایجاد می‌شود که سبب از دست دادن استخوان و سوراخ شدن صفحه‌های ترابکولار می‌شود. همان‌طور که استئوکلاست‌ها استخوان را تجزیه می‌کنند، بیماران شاهد کاهش تراکم معدنی استخوان هستند. تراکم مواد معدنی استخوانی پایین استخوان‌ها را شکننده تر می‌کند و در نتیجه مستعد شکستگی می‌شود. از آنجایی که ورزشکاران فعال هستند و استخوان‌های آنها باید استرس مکانیکی را تحمل کنند، احتمال شکستگی استخوان به ویژه زیاد است.
علاوه بر این، از آنجایی که کسانی که از سه‌گانه ورزشکار زن رنج می‌برند رژیم غذایی خود را نیز محدود می‌کنند، ممکن است مقادیر کافی ویتامین و مواد معدنی را که به تراکم استخوان کمک می‌کند، مصرف نکنند. دریافت نکردن کلسیم یا ویتامین D کافی مشکل استخوان‌های ضعیف را تشدید می‌کند.
اکنون تصور می‌شود که توده استخوانی بین ۱۸ تا ۲۵ سالگی به اوج خود می‌رسد؛ بنابراین، رفتارهایی که سبب تراکم استخوان پایین در جوانی می‌شود، می‌تواند برای سلامت استخوان یک ورزشکار در طول زندگی وی زیان‌آور باشد.
علاوه بر این، تخمک گذاری راه اصلی تولید هورمون پروژسترون در زنان است. هنگامی که یک تخمک از تخمدان آزاد می‌شود، ساختار برجای مانده به جسم زرد تبدیل می‌شود. جسم زرد هورمون پروژسترون را در طی ۱۰ تا ۱۶ روز فاز لوتئال ساطع می‌کند. بدون تجربه چرخه‌های قاعدگی منظم و تخمک‌گذاری، زن در مرحله لوتئال چرخه خود هورمون پروژسترون ترشح نمی‌کند. پروژسترون به‌طور مستقیم استئوبلاست‌ها را برای ساختن استخوان جدید تحریک می‌کند؛ بنابراین اگر زن تخمک‌گذاری نداشته باشد، پروژسترون تولید نمی‌کند و این فرصت را برای تحریک رشد استخوان جدید از دست می‌دهد.

## علل
ژیمناستیک، اسکیت، باله، شیرجه، شنا و دوی مسافت طولانی نمونه‌هایی از ورزش‌هایی هستند که بر وزن کم بدن تأکید دارند. این سه‌گانه بیشتر در ورزش‌های زیبایی شناختی مانند این ورزش‌ها در مقابل ورزش‌های توپ‌بازی دیده می‌شود. زنانی که در این ورزش‌ها شرکت می‌کنند ممکن است در معرض افزایش خطر ابتلا به سه‌گانه ورزشکار زن باشند.
ورزشکارانی که بیشتر در معرض خطر کمبود انرژی هستند، کسانی هستند که دریافت انرژی از رژیم غذایی را محدود می‌کنند، برای مدت طولانی ورزش می‌کنند، گیاه‌خوار هستند و انواع غذایی را که می‌خورند محدود می‌کنند. به نظر می‌رسد بسیاری از عوامل در ایجاد رفتارهای غذایی نابسامان و اختلال‌های بالینی خوردن نقش دارند. رژیم غذایی یک نقطه ورود رایج است و علاقه بر نقش عوامل محیطی و اجتماعی، استعداد روانی، اعتماد به نفس پایین، اختلال در عملکرد خانواده، سوء استفاده، عوامل بیولوژیکی و ژنتیک متمرکز شده‌است. عوامل اضافی برای ورزشکاران عبارتند از شروع زودهنگام تمرینات ورزشی خاص و رژیم غذایی، آسیب‌دیدگی و افزایش ناگهانی حجم تمرین. نظرسنجی‌ها نشان می‌دهند که نمرات نگرش منفی بیشتری در رشته‌های ورزشی حامی لاغری هستند. رفتارهای غذایی نابسامان از عوامل خطر برای اختلالات خوردن هستند.

## رفتار
علت اصلی سه‌گانه ورزشکار زن، عدم تعادل بین انرژی دریافتی به بدن (از طریق تغذیه) و انرژی مصرف‌شده توسط بدن (از طریق ورزش) است. درمان شامل اصلاح این عدم تعادل با افزایش کالری در رژیم غذایی یا کاهش کالری سوزانده‌شده توسط ورزش به مدت ۱۲ ماه یا بیشتر است. افراد دارای سه‌گانه ورزشکار زن باید از یک تیم چندرشته‌ای شامل پزشک، متخصص تغذیه و مشاور سلامت روان تحت درمان قرار گیرند و از خانواده، دوستان و مربی خود حمایت کنند.
از آنجا که یکی از علائم سه‌گانه ورزشکار زن، اختلال در کارکرد قاعدگی است، برخی از پزشکان ممکن است داروهای ضدبارداری خوراکی را توصیه کنند، زیرا این قرص‌ها چرخه قاعدگی را تنظیم می‌کنند. با این حال، علت اصلی اختلال قاعدگی عدم تعادل انرژی است و استفاده از قرص‌ها برای تنظیم چرخه قاعدگی بدون تغییر در رژیم غذایی و رفتار احتمالاً کمبود غذا را پنهان کرده و درمان مناسب را به تأخیر می‌اندازد. زنی که برای درمان اختلال قاعدگی بدون اصلاح این عدم تعادل انرژی از داروهای ضدبارداری استفاده می‌کند، تراکم استخوان را از دست می‌دهد.

### ورزش کمتر
ادامه حضور در تمرینات و مسابقات به سلامت جسمی و روحی ورزشکار بستگی دارد. ورزشکارانی که کمتر از ۸۰ درصد وزن ایده‌آل خود وزن دارند ممکن است نتوانند با خیال راحت شرکت کنند.
ارائه‌دهندگان مراقبت‌های بهداشتی از افرادی که دارای سه‌گانه ورزشکار زن هستند، خواسته می‌شود تا ۱۰ تا ۱۲ درصد مدت زمان ورزش را کاهش دهند.

### خوردن بیشتر
در دسترس بودن انرژی کم با یا بدون اختلالات خوردن، آمنوره عملکردی هیپوتالاموس، و پوکی استخوان، به تنهایی یا در ترکیب، خطرهای سلامتی قابل توجهی را برای دختران و زنان فعال بدنی به همراه دارد. پیشگیری، شناخت و درمان این شرایط بالینی باید در اولویت کسانی باشد که با ورزشکاران زن کار می‌کنند تا اطمینان حاصل شود که آنها از مزایای ورزش منظم به حداکثر می‌رسند.
به بیماران توصیه می‌شود با یک متخصص تغذیه کار کنند که می‌تواند وضعیت تغذیه آنها را کنترل کند و به بیمار کمک کند تا برای رسیدن به وزن هدف سالم تلاش کند. بیماران همچنین باید با یک روان‌پزشک یا روان‌شناس برای رسیدگی به جنبه‌های روانشناختی سه گانه ملاقات کنند. بنابراین، مهم است که مربیان و مربیان از وضعیت ورزشکار آگاه شوند و بخشی از بهبود او باشند.

### دارو
بیماران نیز گاهی تحت درمان دارویی قرار می‌گیرند. برای القای قاعدگی و بهبود تراکم استخوان، پزشکان ممکن است استروژن یا پروژسترون تکرارشونده را تجویز کنند که برای درمان زنان یائسه استفاده می‌شود. همچنین ممکن است بیماران از داروهای ضدبارداری خوراکی استفاده کنند تا دوره‌های منظم را تحریک کنند. علاوه بر هورمون درمانی، مکمل‌های غذایی ممکن است توصیه شود. پزشکان ممکن است مکمل‌های کلسیم را تجویز کنند. همچنین ممکن است از مکمل‌های ویتامین D استفاده شود زیرا این ویتامین به جذب کلسیم کمک می‌کند. بیس فسفونات‌ها و کلسی تونین که برای درمان بزرگسالان مبتلا به پوکی استخوان استفاده می‌شوند، ممکن است تجویز شوند، اگرچه اثربخشی آنها در نوجوانان هنوز ثابت نشده‌است. در نهایت، اگر توسط معاینه روان‌پزشکی نشان داده شود، ممکن است ورزشکار آسیب دیده داروهای ضد افسردگی و در برخی موارد بنزودیازپین‌ها تجویز شود تا به کاهش ناراحتی شدید در زمان غذا کمک کند.

## پیش‌بینی
در دسترس بودن کم انرژی، با یا بدون اختلال غذا خوردن، می‌تواند سلامت را مختل کند. مشکلات روانی مرتبط با اختلالات خوردن شامل عزت نفس پایین، افسردگی و اختلالات اضطرابی است. عوارض پزشکی شامل سیستم‌های قلبی عروقی، غدد درون ریز، تولید مثل، اسکلتی، گوارشی، کلیوی و عصبی مرکزی می‌شود. پیش آگهی بی اشتهایی عصبی با افزایش شش برابری نرخ مرگ و میر استاندارد در مقایسه با جمعیت عمومی بسیار بد است. در یک مطالعه، ۵٫۴ درصد از ورزشکاران مبتلا به اختلالات خوردن، اقدام به خودکشی را گزارش کردند. اگرچه ۸۳ درصد از بیماران مبتلا به بی اشتهایی عصبی تا حدی بهبود می‌یابند، اما میزان بازیابی مداوم وزن، عملکرد قاعدگی و رفتار غذایی تنها ۳۳ درصد است.
زنان آمنوره به دلیل عدم رشد فولیکول تخمدان، تخمک‌گذاری و عملکرد لوتئال می‌توانند نابارور باشند. پیامدهای هیپواستروژنیسم که در ورزشکاران آمنوره دیده می‌شود شامل اختلال در اتساع عروق شریانی وابسته به اندوتلیوم است که باعث کاهش پرفیوژن عضله در حال کار، اختلال در متابولیسم اکسیداتیو عضلات اسکلتی، افزایش سطح کلسترول لیپوپروتئین با چگالی کم و خشکی واژن می‌شود.
به دلیل تراکم معدنی استخوان کم که با تجمع تعداد سیکل‌های قاعدگی از دست‌رفته کاهش می‌یابد و از دست دادن BMD ممکن است به‌طور کامل قابل برگشت نباشد. شکستگی‌های استرسی بیشتر در زنان فعال بدنی با بی‌نظمی قاعدگی و/یا BMD پایین رخ می‌دهد که خطر نسبی شکستگی استرسی در ورزشکاران آمنوره دو تا چهار برابر بیشتر از ورزشکاران آمنوره است. شکستگی‌ها همچنین در شرایط کمبود مواد مغذی و BMD پایین رخ می‌دهد.

## جامعه و فرهنگ
آکادمی اطفال آمریکا و AAFP معتقدند که ورزش مهم است و باید در دختران برای سلامتی و لذت ترویج شود. با این حال، پزشکان اطفال باید مراقب مشکلات سلامتی باشند که ممکن است در ورزشکاران زن رخ دهد. مسائل مربوط به سلامت در مورد این موضوع جدی است و همان‌طور که در گذشته نشان داده شد، می‌تواند سبب به مشکلات بهداشتی متعددی شود. طرح درمان به شدت اختلال بستگی دارد، با این حال برخی از انواع درمان برای پیشرفت موفقیت‌آمیز به سمت وضعیت سلامت بهتر مفید نشان داده شده‌است. واضح است که بسیاری از مشکلات سلامتی به دلیل اختلال در غذا خوردن ایجاد می‌شود.
مربیان از مشارکت فعال در درمان اختلالات خوردن منصرف می‌شوند. علاوه بر تضاد منافع، مربیان ممکن است به ورزشکاران فشار بیاورند و به‌طور بالقوه اجزای سه گانه ورزشکار زن را تداوم بخشند. به عنوان مثال، در حفظ جایگاه خود در تیم یا ادامه حمایت بورسیه، یک ورزشکار زن ممکن است احساس کند مجبور است بیش از حد تمرین کند یا غذا خوردن را محدود کند.